# نیل بوش
نیل بوش (انگلیسی: Neil Bush) (زادهٔ ۲۲ ژانویهٔ ۱۹۵۵) یک بازرگان اهل ایالات متحده آمریکا است. او فرزند جرج اچ. دابلیو. بوش و باربارا بوش است. جرج دابلیو. بوش چهل و سومین رئیس‌جمهور ایالات متحده آمریکا و جب بوش فرماندار پیشین فلوریدا برادران او هستند.